# Mont-près-Chambord
Pour les articles homonymes, voir Mont et Chambord.
Mont-près-Chambord est une commune française située dans le département de Loir-et-Cher, en région Centre-Val de Loire cette commune fait partie de l'ensemble de Commune du Grand Chambord
Localisée au centre-est du département, la commune fait partie de la petite région agricole « la Sologne viticole », vaste étendue de bois et de prés.
L'occupation des sols est marquée par l'importance des espaces agricoles et naturels qui occupent la quasi-totalité du territoire communal. Plusieurs espaces naturels d'intérêt sont présents dans la commune : un site natura 2000 et une zone naturelle d'intérêt écologique, faunistique et floristique (ZNIEFF).  En 2010, l'orientation technico-économique de l'agriculture dans la commune est la culture des céréales et des oléoprotéagineux. À l'instar du département qui a vu disparaître le quart de ses exploitations en dix ans, le nombre d'exploitations agricoles a fortement diminué, passant de 43 en 1988, à 30 en 2000, puis à 21 en 2010.

## Géographie

### Localisation et communes limitrophes
La commune de Mont-près-Chambord se trouve au centre-est du département de Loir-et-Cher, dans la petite région agricole de la Sologne viticole,. À vol d'oiseau, elle se situe à 10 km  de Blois, préfecture du département et à 7,4 km de Chambord, chef-lieu du canton de Chambord dont dépend la commune depuis 2015. La commune fait en outre partie du bassin de vie de Bracieux.
Les communes les plus proches sont : 
Huisseau-sur-Cosson (3,3 km), Tour-en-Sologne (4,3 km), Cour-Cheverny (5,9 km), Vineuil (6,2 km), Saint-Claude-de-Diray (6,6 km), Bracieux (6,7 km), Cellettes (6,8 km), Cheverny (7 km) et Saint-Gervais-la-Forêt (7,3 km).
| Vineuil                           | Huisseau-sur-Cosson | Chambord        |
| Saint-Gervais-la-Forêt et Vineuil | Mont-près-Chambord  | Tour-en-Sologne |
| Cellettes                         | Cour-Cheverny       | Tour-en-Sologne |

### Hydrographie
La commune est drainée par le Beuvron (1,371 km) et par divers petits cours d'eau, constituant un réseau hydrographique de 6,98 km de longueur totale.
Le Beuvron, d'une longueur totale de 115,2 km, prend sa source dans la commune de Coullons, dans le Loiret et se jette  dans la Loire à Candé-sur-Beuvron, après avoir traversé 29 communes. 
Sur le plan piscicole, ce cours d'eau est classé en deuxième catégorie, où le peuplement piscicole dominant est constitué de poissons blancs (cyprinidés) et de carnassiers (brochet, sandre et perche).

### Climat
Pour des articles plus généraux, voir Climat du Centre-Val de Loire et Climat de Loir-et-Cher.
En 2010, le climat de la commune est de type climat océanique dégradé des plaines du Centre et du Nord, selon une étude du CNRS s'appuyant sur une série de données couvrant la période 1971-2000. En 2020, Météo-France publie une typologie des climats de la France métropolitaine dans laquelle la commune est exposée à un climat océanique altéré et est dans la région climatique Moyenne vallée de la Loire, caractérisée par une bonne insolation (1 850 h/an) et un été peu pluvieux.
Pour la période 1971-2000, la température annuelle moyenne est de 11,5 °C, avec une amplitude thermique annuelle de 14,9 °C. Le cumul annuel moyen de précipitations est de 698 mm, avec 10,6 jours de précipitations en janvier et 7,2 jours en juillet. Pour la période 1991-2020, la température moyenne annuelle observée sur la station météorologique de Météo-France la plus proche, dans la commune de Cheverny à 7 km à vol d'oiseau, est de 11,8 °C et le cumul annuel moyen de précipitations est de 675,8 mm,. Pour l'avenir, les paramètres climatiques de la commune estimés pour 2050 selon différents scénarios d'émission de gaz à effet de serre sont consultables sur un site dédié publié par Météo-France en novembre 2022.

### Milieux naturels et biodiversité

#### Sites Natura 2000
Le réseau Natura 2000 est un réseau écologique européen de sites naturels d'intérêt écologique élaboré à partir des Directives « Habitats » et « Oiseaux ». Ce réseau est constitué de Zones spéciales de conservation (ZSC) et de Zones de protection spéciale (ZPS). Dans les zones de ce réseau, les États membres s'engagent à maintenir dans un état de conservation favorable les types d'habitats et d'espèces concernés, par le biais de mesures réglementaires, administratives ou contractuelles. L'objectif est de promouvoir une gestion adaptée des habitats tout en tenant compte des exigences économiques, sociales et culturelles, ainsi que des particularités régionales et locales de chaque État membre. Les activités humaines ne sont pas interdites, dès lors que celles-ci ne remettent pas en cause significativement l'état de conservation favorable des habitats et des espèces concernés. Une partie du territoire communal est incluse dans le site Natura 2000 : 
la « Sologne », d'une superficie de 346 184 ha.

#### Zones naturelles d'intérêt écologique, faunistique et floristique
L'inventaire des zones naturelles d'intérêt écologique, faunistique et floristique (ZNIEFF) a pour objectif de réaliser une couverture des zones les plus intéressantes sur le plan écologique, essentiellement dans la perspective d'améliorer la connaissance du patrimoine naturel national et de fournir aux différents décideurs un outil d'aide à la prise en compte de l'environnement dans l'aménagement du territoire. Le territoire communal de Mont-près-Chambord comprend une ZNIEFF : 
la « Forêt de Russy » (3 471,25 ha).

## Urbanisme

### Typologie
Au 1er janvier 2024, Mont-près-Chambord est catégorisée bourg rural, selon la nouvelle grille communale de densité à sept niveaux définie par l'Insee en 2022.
Elle appartient à l'unité urbaine de Mont-près-Chambord, une unité urbaine monocommunale constituant une ville isolée,. Par ailleurs la commune fait partie de l'aire d'attraction de Blois, dont elle est une commune de la couronne,. Cette aire, qui regroupe 78 communes, est catégorisée dans les aires de 50 000 à moins de 200 000 habitants,.

### Occupation des sols
L'occupation des sols est marquée par l'importance des espaces agricoles et naturels (96,8 %). La répartition détaillée ressortant de la base de données européenne d'occupation biophysique des sols Corine Land Cover millésimée 2012 est la suivante : 
terres arables (11,6 %), 
cultures permanentes (0,6 %), 
zones agricoles hétérogènes (15,4 %), 
prairies (3,5 %), 
forêts (65,2 %), 
milieux à végétation arbustive ou herbacée (0,7 %), 
zones urbanisées (1 %), 
espaces verts artificialisés non agricoles (0,5 %), 
zones industrielles et commerciales et réseaux de communication (1,7 %), 
eaux continentales (0,5 %).

### Planification
La loi SRU du 13 décembre 2000 a incité fortement les communes à se regrouper au sein d'un établissement public, pour déterminer les partis d'aménagement de l'espace au sein d'un SCoT, un document essentiel d'orientation stratégique des politiques publiques à une grande échelle. La commune est dans le territoire du  SCOT du Blésois, approuvé en 2006 et révisé en juillet 2016.
En matière de planification, la commune disposait en 2017 d'un plan d'occupation des sols approuvé, un plan local d'urbanisme était en révision. Par ailleurs, à la suite de la loi ALUR (loi pour l'accès au logement et un urbanisme rénové) de mars 2014, un plan local d'urbanisme intercommunal couvrant le territoire de la Communauté de communes du Grand Chambord a été prescrit le 30 novembre 2015.

### Habitat et logement
Le tableau ci-dessous présente la typologie des logements à Mont-près-Chambord en 2016 en comparaison avec celle du Loir-et-Cher et de la France entière. Une caractéristique marquante du parc de logements est ainsi la faible proportion des résidences secondaires et logements occasionnels (1,9 %) par rapport au département (18 %) et à la France entière (9,6 %). Concernant le statut d'occupation de ces logements, 81,4 % des habitants de la commune sont propriétaires de leur logement (80,1 % en 2011), contre 68,1 % pour le Loir-et-Cher et 57,6 pour la France entière.
|                                                         | Mont-près-Chambord | Loir-et-Cher | France entière |
| ------------------------------------------------------- | ------------------ | ------------ | -------------- |
| Résidences principales (en %)                           | 91,4               | 74,5         | 82,3           |
| Résidences secondaires et logements occasionnels (en %) | 1,9                | 18           | 9,6            |
| Logements vacants (en %)                                | 6,7                | 7,5          | 8,1            |

### Risques majeurs
Le territoire communal de Mont-près-Chambord est vulnérable à différents aléas naturels : inondations (par débordement du Beuvron), climatiques (hiver exceptionnel ou canicule), feux de forêts, mouvements de terrains ou sismique (sismicité très faible).
Il est également exposé à deux risques technologiques : le risque nucléaire et  le transport de matières dangereuses,.

#### Risques naturels

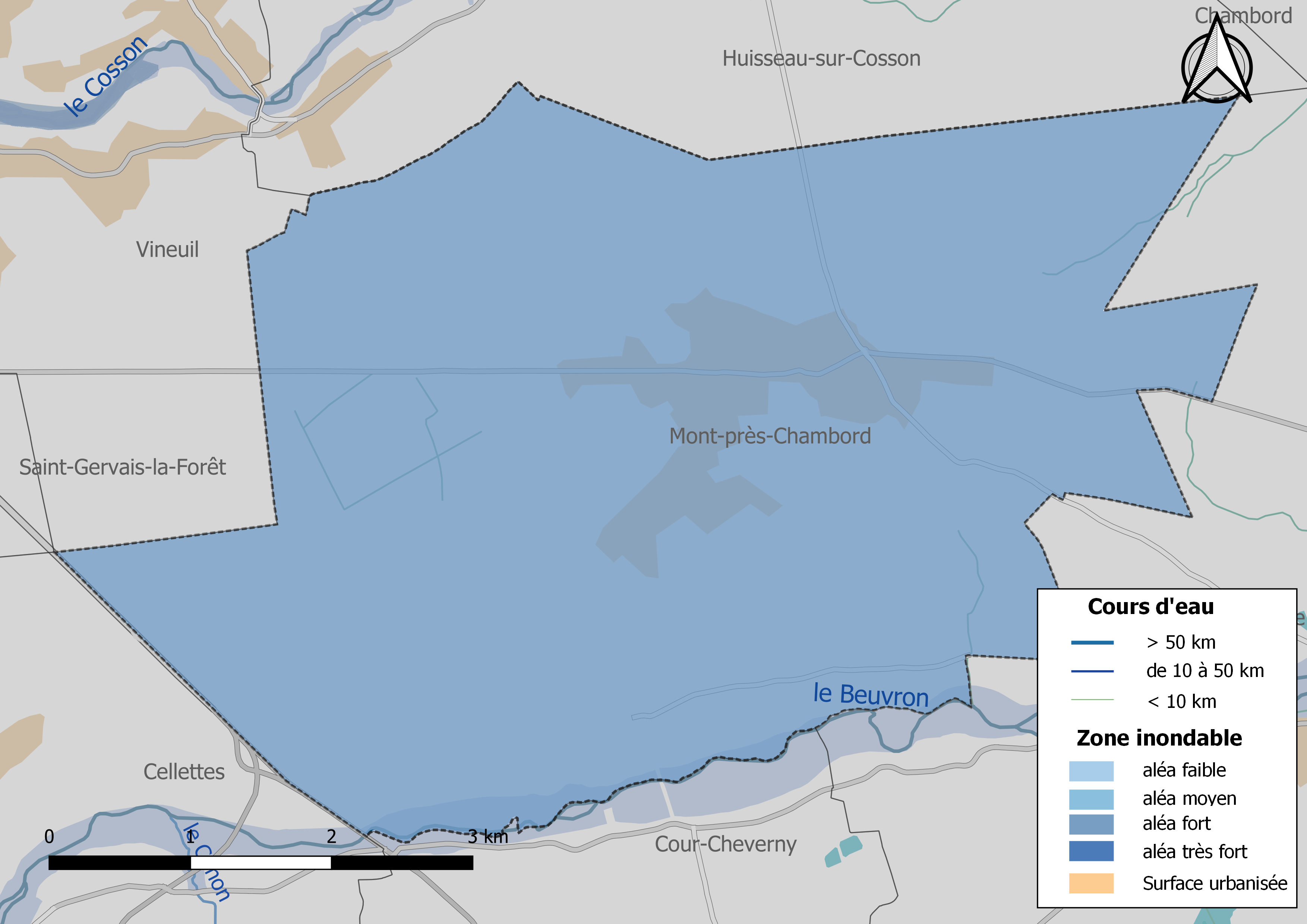
Zones inondables de la commune de Mont-près-Chambord.

Les mouvements de terrains susceptibles de se produire dans la commune sont liés au retrait-gonflement des argiles. Le phénomène de retrait-gonflement des argiles est la conséquence d'un changement d'humidité des sols argileux. Les argiles sont capables de fixer l'eau disponible mais aussi de la perdre en se rétractant en cas de sécheresse. Ce phénomène peut provoquer des dégâts très importants sur les constructions (fissures, déformations des ouvertures) pouvant rendre inhabitables certains locaux. La carte de zonage de cet aléa peut être consultée sur le site de l'observatoire national des risques naturels Georisques.
Un atlas des zones inondables du Beuvron est établi en décembre 2003. Les crues historiques du Beuvron sont celles de 1856, de 1910 et de 1936-1937. Le débit de la crue de référence varie ainsi entre 60 et 160 m3/s selon les sections.

#### Risques technologiques
La totalité du territoire de la commune peut être concernée par le risque nucléaire. En cas d'accident grave, certaines installations nucléaires sont susceptibles de rejeter dans l'atmosphère de l'iode radioactif. Or la commune se situe partiellement à l'intérieur du périmètre de 20 km du Plan particulier d'intervention de la centrale nucléaire de Saint-Laurent-des-Eaux. À ce titre les habitants de la commune, comme tous ceux résidant dans le périmètre proche de 20 km de la centrale ont bénéficié, à titre préventif, d'une distribution de comprimés d'iode stable dont l'ingestion avant rejet radioactif permet de pallier les effets sur la thyroïde d'une exposition à de l'iode radioactif. En cas d'incident ou d'accident nucléaire, des consignes de confinement ou d'évacuation peuvent être données et les habitants peuvent être amenés à ingérer, sur ordre du préfet, les comprimés en leur possession,.
Le risque de transport de marchandises dangereuses dans la commune est lié à sa traversée par une route à fort trafic et une canalisation de transport de gaz. Un accident se produisant sur de telles infrastructures est en effet susceptible d'avoir des effets graves au bâti ou aux personnes jusqu'à 350 m, selon la nature du matériau transporté. Des dispositions d'urbanisme peuvent être préconisées en conséquence.

## Toponymie
Au XIIIe siècle, le village a comme nom Montes Bonomies qui devient Monts ou Saint-Martin-de-Mont.
Mont-près-Chambord devint le nom officiel de la commune peu après la fin de la Première Guerre mondiale, par un décret du 25 décembre 1918.

## Histoire
Le 21 août 1944, une colonne de la division Das Reich, déjà responsable des massacres d'Oradour-sur-Glane, massacre 14 habitants du village, notamment au hameau de Plein.

## Politique et administration

### Découpage territorial
La commune de Mont-près-Chambord est membre de la Communauté de communes du Grand Chambord, un établissement public de coopération intercommunale (EPCI) à fiscalité propre créé le 1er janvier 2002.
Elle est rattachée sur le plan administratif à l'arrondissement de Blois, au département de Loir-et-Cher et à la région Centre-Val de Loire, en tant que circonscriptions administratives. Sur le plan électoral, elle est rattachée au canton de Chambord depuis 2015 pour l'élection des conseillers départementaux et à la deuxième circonscription de Loir-et-Cher pour les élections législatives.

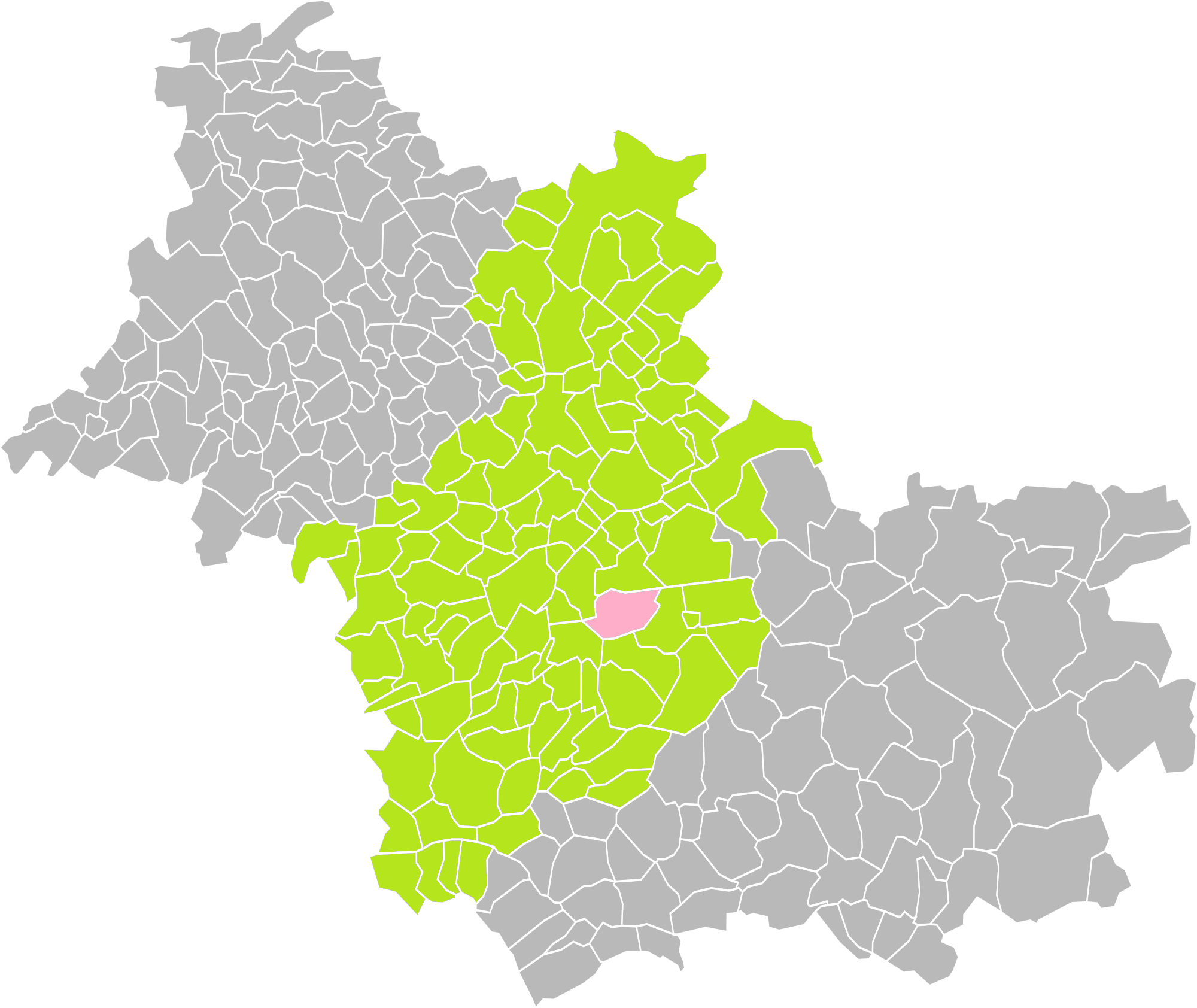
Mont-près-Chambord dans l'arrondissement de Blois en 2016.
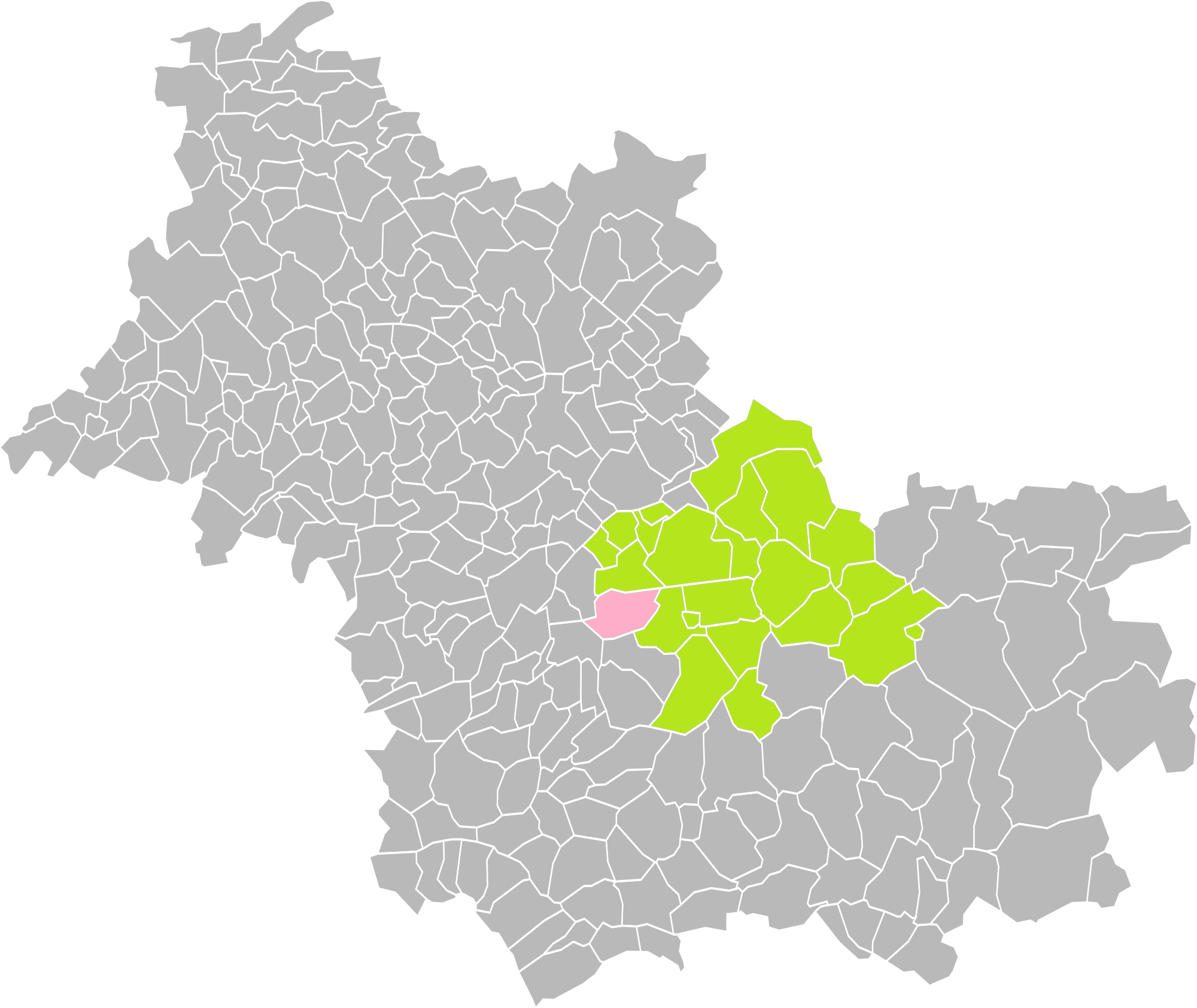
Mont-près-Chambord dans le canton de Chambord en 2016.

### Politique et administration municipale

#### Conseil municipal et maire
Le conseil municipal de Mont-près-Chambord, commune de plus de 1 000 habitants, est élu au scrutin proportionnel plurinominal avec prime majoritaire. Compte tenu de la population communale, le nombre de sièges au conseil municipal est de 23. Le maire, à la fois agent de l'État et exécutif de la commune en tant que collectivité territoriale, est élu par le conseil municipal au scrutin secret lors de la première réunion du conseil suivant les élections municipales, pour un mandat de six ans, c'est-à-dire pour la durée du mandat du conseil.
| Période                                  | Période  | Identité        | Étiquette             | Qualité |
| ---------------------------------------- | -------- | --------------- | --------------------- | --- |
| 1977                                     | 1995     | Michel Lhommédé | PCF puis DVG          | Conseiller général du canton de Bracieux (1979-1998) |
| 1995                                     | En cours | Gilles Clément  | DVG puis PS puis EELV | Ancien cadre Conseiller général du canton de Bracieux (1998-2015) Conseiller départemental du canton de Chambord (2015-2021) Président de la communauté de communes |
| Les données manquantes sont à compléter. |          |                 |                       | |

## Population et société

### Démographie

#### Évolution démographique
L'évolution du nombre d'habitants est connue à travers les recensements de la population effectués dans la commune depuis 1793. Pour les communes de moins de 10 000 habitants, une enquête de recensement portant sur toute la population est réalisée tous les cinq ans, les populations de référence des années intermédiaires étant quant à elles estimées par interpolation ou extrapolation. Pour la commune, le premier recensement exhaustif entrant dans le cadre du nouveau dispositif a été réalisé en 2007.

En 2022, la commune comptait 3 360 habitants, en évolution de +2,72 % par rapport à 2016 (Loir-et-Cher : −1,15 %, France hors Mayotte : +2,11 %).
| 1793  | 1800  | 1806  | 1821  | 1831  | 1836  | 1841  | 1846  | 1851  |
| ----- | ----- | ----- | ----- | ----- | ----- | ----- | ----- | ----- |
| 1 230 | 1 020 | 1 246 | 1 243 | 1 235 | 1 311 | 1 422 | 1 442 | 1 565 |

| 1856  | 1861  | 1866  | 1872  | 1876  | 1881  | 1886  | 1891  | 1896  |
| ----- | ----- | ----- | ----- | ----- | ----- | ----- | ----- | ----- |
| 1 556 | 1 538 | 1 594 | 1 658 | 1 556 | 1 633 | 1 562 | 1 557 | 1 506 |

| 1901  | 1906  | 1911  | 1921  | 1926  | 1931  | 1936  | 1946  | 1954  |
| ----- | ----- | ----- | ----- | ----- | ----- | ----- | ----- | ----- |
| 1 422 | 1 478 | 1 385 | 1 218 | 1 266 | 1 320 | 1 223 | 1 196 | 1 250 |

| 1962  | 1968  | 1975  | 1982  | 1990  | 1999  | 2006  | 2007  | 2012  |
| ----- | ----- | ----- | ----- | ----- | ----- | ----- | ----- | ----- |
| 1 249 | 1 261 | 1 643 | 2 413 | 2 786 | 3 025 | 3 216 | 3 242 | 3 220 |

| 2017  | 2022  | - | - | - | - | - | - | - |
| ----- | ----- | - | - | - | - | - | - | - |
| 3 297 | 3 360 | - | - | - | - | - | - | - |

- la commune est la seconde commune en termes de population de la communauté de communes du Grand Chambord après Saint-Laurent-Nouan.

#### Pyramide des âges
En 2018, le taux de personnes d'un âge inférieur à 30 ans s'élève à 29,7 %, soit en dessous de la moyenne départementale (31,3 %). À l'inverse, le taux de personnes d'âge supérieur à 60 ans est de 31,1 % la même année, alors qu'il est de 31,6 % au niveau départemental.
En 2018, la commune comptait 1 603 hommes pour 1 702 femmes, soit un taux de 51,5 % de femmes, légèrement supérieur au taux départemental (51,45 %).
Les pyramides des âges de la commune et du département s'établissent comme suit.
| Hommes | Classe d’âge | Femmes |
| ------ | ------------ | ------ |
| 0,4    | 90 ou +      | 1,6    |
| 6,2    | 75-89 ans    | 9,1    |
| 22,7   | 60-74 ans    | 22,1   |
| 24,0   | 45-59 ans    | 23,7   |
| 15,1   | 30-44 ans    | 15,6   |
| 14,0   | 15-29 ans    | 12,6   |
| 17,6   | 0-14 ans     | 15,3   |

| Hommes | Classe d’âge | Femmes |
| ------ | ------------ | ------ |
| 1,1    | 90 ou +      | 2,6    |
| 9,2    | 75-89 ans    | 11,9   |
| 19,7   | 60-74 ans    | 20,4   |
| 20,7   | 45-59 ans    | 20     |
| 16,5   | 30-44 ans    | 16,2   |
| 15,2   | 15-29 ans    | 13,2   |
| 17,6   | 0-14 ans     | 15,7   |

## Économie

### Secteurs d'activité
Le tableau ci-dessous détaille le nombre d'entreprises implantées à Mont-près-Chambord selon leur secteur d'activité et le nombre de leurs salariés :
|                                                              | total | % com (% dep) | 0 salarié | 1 à 9 salarié(s) | 10 à 19 salariés | 20 à 49 salariés | 50 salariés ou plus |
| ------------------------------------------------------------ | ----- | ------------- | --------- | ---------------- | ---------------- | ---------------- | ------------------- |
| Ensemble                                                     | 224   | 100,0 (100)   | 159       | 51               | 7                | 5                | 2                   |
| Agriculture, sylviculture et pêche                           | 18    | 8,0 (11,8)    | 14        | 4                | 0                | 0                | 0                   |
| Industrie                                                    | 22    | 9,8 (6,5)     | 11        | 7                | 3                | 1                | 0                   |
| Construction                                                 | 26    | 11,6 (10,3)   | 15        | 9                | 2                | 0                | 0                   |
| Commerce, transports, services divers                        | 135   | 60,3 (57,9)   | 100       | 30               | 1                | 2                | 2                   |
| dont commerce et réparation automobile                       | 42    | 18,8 (17,5)   | 29        | 12               | 0                | 1                | 0                   |
| Administration publique, enseignement, santé, action sociale | 23    | 10,3 (13,5)   | 19        | 1                | 1                | 2                | 0                   |
| Champ : ensemble des activités.                              |       |               |           |                  |                  |                  |                     |

Le secteur du commerce, transports et services divers est prépondérant dans la commune (135 entreprises sur 224). 
Sur les 224 entreprises implantées à Mont-près-Chambord en 2016, 159 ne font appel à aucun salarié, 51 comptent 1 à 9 salariés, 7 emploient entre 10 et 19 personnes.5 emploient entre 20 et 49 personnes.

### Artisanat et industrie
Le village possède une zone d'activités commerciales, une zone d'activités industrielles, une pépinière d'entreprises (bâtiment où les entreprises peuvent obtenir des facilités administratives et économiques pour leur implantation et la création d'emplois) ainsi qu'un hôtel. On y retrouve également de nombreux commerces de proximité (2 boucheries-charcuteries ; 2 boulangeries-pâtisseries ; 2 épiceries ; 3 fleuristes ; 3 salons de coiffure...) mais aussi une maison médicale intégrant 3 médecins généralistes, 1 kinésithérapeute, 3 infirmières, 2 dentistes.
Il a une activité agricole importante. Il est le premier producteur viticole en appellation Cheverny (AOC) et Cour-Cheverny (AOC).
Il possède un verger conservatoire de pommes et de poires sur près de deux hectares. Il a été créé en 1924.

### Tourisme
Le tourisme est une des principales richesses de la commune de Mont-près-Chambord ; en effet, située au centre de la zone des châteaux de la Loire, elle est voisine des châteaux de Villesavin, de Cheverny, de Beauregard, de Blois et seulement à 8 km du château de Chambord.
En 2010, la communauté de communes du Pays de Chambord a inauguré, sur le territoire de la commune de Mont-près-Chambord la plus grande piscine municipale naturelle de France, la Baignade Naturelle du Pays de Chambord : 2 000 m2 de piscine naturellement chauffée et filtrée par un parc de 10 000 plants de diverses plantes filtrantes pour une utilisation sans chlore, avec un parc d'une superficie actuelle de 1,5 hectare.

### Agriculture
En 2010, l'orientation technico-économique de l'agriculture dans la commune est la culture de fruits et autres cultures permanentes. Le département a perdu près d'un quart de ses exploitations en 10 ans, entre 2000 et 2010 (c'est le département de la région Centre-Val de Loire qui en compte le moins). Cette tendance se retrouve également au niveau de la commune où le nombre d'exploitations est passé de 75 en 1988 à 30 en 2000 puis à 21 en 2010. Parallèlement, la taille de ces exploitations augmente, passant de 11 ha en 1988 à 33 ha en 2010. 
Le tableau ci-dessous présente les principales caractéristiques des exploitations agricoles de Mont-près-Chambord, observées sur une période de 22 ans : 
|                                      | 1988                 | 2000                 | 2010                 |
| Dimension économique                 | Dimension économique | Dimension économique | Dimension économique |
| ------------------------------------ | -------------------- | -------------------- | -------------------- |
| Nombre d'exploitations (u)           | 75                   | 30                   | 21                   |
| Travail (UTA)                        | 74                   | 36                   | 27                   |
| Surface agricole utilisée (ha)       | 828                  | 481                  | 686                  |
| Cultures                             |                      |                      |                      |
| Terres labourables (ha)              | 538                  | 369                  | 585                  |
| Céréales (ha)                        | 223                  | 214                  | 306                  |
| dont blé tendre (ha)                 | 116                  | 119                  | 177                  |
| dont maïs-grain et maïs-semence (ha) | 36                   | 23                   | 55                   |
| Tournesol (ha)                       | 157                  | s                    | s                    |
| Colza et navette (ha)                | 0                    | s                    | s                    |
| Élevage                              |                      |                      |                      |
| Cheptel (UGBTA)                      | 119                  | 16                   | 2                    |

#### Produits labellisés

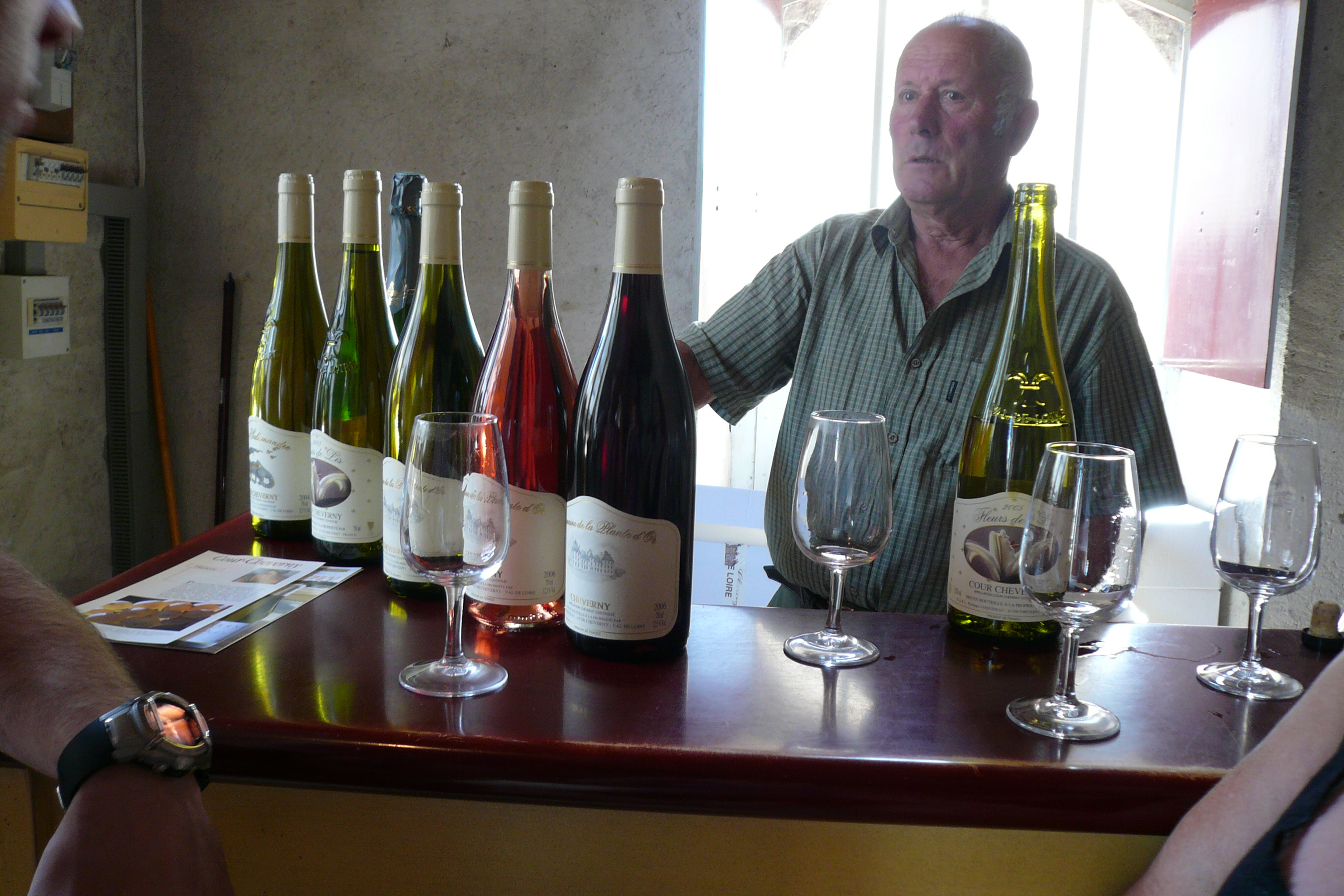
Gamme de vins de Cheverny.

La commune de Mont-près-Chambord est située dans l'aire de l'appellation d'origine protégée (AOP)  de trois produits : trois vins (le Cheverny, le Cour-cheverny et le crémant-de-loire).
Le territoire de la commune est également intégré aux aires de productions de divers produits bénéficiant d'une indication géographique protégée (IGP) : le vin Val-de-loire et les volailles de l’Orléanais,.

## Culture locale et patrimoine

### Voies
| 100 odonymes recensés à Mont-près-Chambord au 2 mars 2014   | 100 odonymes recensés à Mont-près-Chambord au 2 mars 2014 | 100 odonymes recensés à Mont-près-Chambord au 2 mars 2014 | 100 odonymes recensés à Mont-près-Chambord au 2 mars 2014 | 100 odonymes recensés à Mont-près-Chambord au 2 mars 2014 | 100 odonymes recensés à Mont-près-Chambord au 2 mars 2014 | 100 odonymes recensés à Mont-près-Chambord au 2 mars 2014 | 100 odonymes recensés à Mont-près-Chambord au 2 mars 2014 | 100 odonymes recensés à Mont-près-Chambord au 2 mars 2014 | 100 odonymes recensés à Mont-près-Chambord au 2 mars 2014 | 100 odonymes recensés à Mont-près-Chambord au 2 mars 2014 | 100 odonymes recensés à Mont-près-Chambord au 2 mars 2014 | 100 odonymes recensés à Mont-près-Chambord au 2 mars 2014 | 100 odonymes recensés à Mont-près-Chambord au 2 mars 2014 | 100 odonymes recensés à Mont-près-Chambord au 2 mars 2014 | 100 odonymes recensés à Mont-près-Chambord au 2 mars 2014 |
| Allée                                                       | Avenue                                                    | Bld                                                       | Carrefour                                                 | Chemin                                                    | Clos                                                      | Impasse                                                   | Montée                                                    | Passage                                                   | Place                                                     | Promenade                                                 | Route                                                     | Rue                                                       | Square                                                    | Autres                                                    | Total                                                     |
| ----------------------------------------------------------- | --------------------------------------------------------- | --------------------------------------------------------- | --------------------------------------------------------- | --------------------------------------------------------- | --------------------------------------------------------- | --------------------------------------------------------- | --------------------------------------------------------- | --------------------------------------------------------- | --------------------------------------------------------- | --------------------------------------------------------- | --------------------------------------------------------- | --------------------------------------------------------- | --------------------------------------------------------- | --------------------------------------------------------- | --------------------------------------------------------- |
| 6                                                           | 0                                                         | 0                                                         | 0                                                         | 18                                                        | 0                                                         | 4                                                         | 0                                                         | 2                                                         | 2                                                         | 0                                                         | 9                                                         | 51                                                        | 2                                                         | 6                                                         | 100                                                       |
| Notes « N »                                                 | Notes « N »                                               | 1. 2. 3. 4. 5. 6.                                         | 1. 2. 3. 4. 5. 6.                                         | 1. 2. 3. 4. 5. 6.                                         | 1. 2. 3. 4. 5. 6.                                         | 1. 2. 3. 4. 5. 6.                                         | 1. 2. 3. 4. 5. 6.                                         | 1. 2. 3. 4. 5. 6.                                         | 1. 2. 3. 4. 5. 6.                                         | 1. 2. 3. 4. 5. 6.                                         | 1. 2. 3. 4. 5. 6.                                         | 1. 2. 3. 4. 5. 6.                                         | 1. 2. 3. 4. 5. 6.                                         | 1. 2. 3. 4. 5. 6.                                         | 1. 2. 3. 4. 5. 6.                                         |
| Sources : rue-ville.info & perche-gouet.net & OpenStreetMap |                                                           |                                                           |                                                           |                                                           |                                                           |                                                           |                                                           |                                                           |                                                           |                                                           |                                                           |                                                           |                                                           |                                                           |                                                           |

### Lieux et monuments
- L'église Saint-Martin.

### Manifestations
- La foire aux pommes, chaque premier week-end « plein » (composé du vendredi, samedi et dimanche) de novembre, existe depuis 1984.

### Héraldique
|  | Les armoiries de Mont-près-Chambord se blasonnent ainsi : D'or à la cotice en barre de gueules, accompagnée en chef d'un rencontre de cerf de sable, surmonté d'un arbre fûté de sable et feuillé de sinople, et en pointe d'une grappe de raisin de sable pamprée de sinople. Création J. Guillemot (1977). |

## Personnalités liées à la commune
- Louis Désiré Thierry : maire de Mont-près-Chambord lors de la guerre de 1870, il est fait prisonnier par les Prussiens. Il est nommé officier de la Légion d'honneur. On peut voir son buste au cimetière de Mont-près-Chambord.
- Jules de Pétigny : mort au Manoir de Clénord, sur la Commune de Mont-près-Chambord, archéologue et historien français.
- Romain Stampers, champion de jet-ski.